# جيمس جورج نيدهام
جيمس جورج نيدهام (بالإنجليزية: James George Needham)‏‏ (16 مارس 1868 في فرجينيا - 10 مايو 1957 في إثاكا، نيويورك) عالم حشرات، وعالم حيوان أمريكي. من تلامذته البروفيسورة آن هافن مورغان (1882-1966).